# Anders Jönsson (borgmästare)
Anders Jönsson, född 1570 i Västergötland, död 25 februari 1650 i Skänninge stad, Östergötlands län, var en svensk borgmästare och orgelbyggare. Han var yngre bror till Per Jönsson som också var borgmästare och orgelbyggare i Skänninge.

## Biografi
Anders Jönsson var bördig från Skottland och föddes 1570 i Västergötland. Han arbetade som borgmästare i Skänninge stad. Anders Jönsson avled 1650.

### Familj
Anders Jönsson var gift med Margareta Hunter (död 1651). De fick tillsammans sonen handelsmannen Lars Andersson Rant (1604–1667) i Skänninge som var gift med Margareta Alexandersdotter Thomson (död 1655).

## Orgelverk
| År        | Ursprunglig kyrka   | Stift      | Bild | Manualer | Pedal | Stämmor | Bevarad orgel/fasad | Övrigt                       |
| --------- | ------------------- | ---------- | ---- | -------- | ----- | ------- | ------------------- | ---------------------------- |
| 1619–1629 | Linköpings domkyrka | Linköpings |      |          |       |         |                     | Troligtvis hans enda arbete. |